# Antimima quartzitica
Antimima quartzitica là một loài thực vật]] thuộc họ Aizoaceae. Đây là loài đặc hữu của Namibia. Môi trường sống tự nhiên của chúng là vùng nhiều đá. Chúng hiện đang bị đe dọa vì mất môi trường sống.